# Brown kiện Hội đồng Giáo dục
Brown kiện Hội đồng Giáo dục của Topeka, 347 US 483 (1954), (Brown v. Board of Education of Topeka) là một phán quyết mang tính bước ngoặt của Tòa án Tối cao Hoa Kỳ, trong đó Tòa án phán quyết rằng luật của các tiểu bang Hoa Kỳ thiết lập sự phân chia chủng tộc trong các trường công lập là không có tính hiến pháp, kể cả khi các trường bị phân chia có chất lượng ngang bằng nhau. Phán quyết của Tòa án đã bác bỏ một phần quyết định năm 1896 trong vụ Plessy v. Ferguson, tuyên bố rằng khái niệm "tách biệt nhưng bình đẳng" là vi hiến đối với các trường công và cơ sở giáo dục của Mỹ. Nó mở đường cho sự hòa nhập và là một thắng lợi lớn của phong trào dân quyền, và là hình mẫu cho nhiều vụ kiện tụng có ảnh hưởng trong tương lai.